# Hangover
"Hangover" – singel angielskiego piosenkarza Taio Cruza z jego trzeciego albumu studyjnego zatytułowanego TY.O. Utwór został wydany w listopadzie na świecie jako singel promocyjny, zaś w Wielkiej Brytanii jako drugi singel z płyty. Gościnnie głosu do piosenki użyczył raper Flo Rida. Utwór został napisany przez Taio Cruza i Dr. Luke, który z Cirkutem zajął się też produkcją.

## Występy na żywo
Taio zaśpiewał piosenkę w programie The Tonight Show with Jay Leno i w finale drugiego sezonu  The Voice of Holland.

## Pozycje na listach

### Listy przebojów
| Lista (2011-12)                     | Najwyższa pozycja |
| ----------------------------------- | ----------------- |
| Australia (ARIA Charts)             | 3                 |
| Austria (Ö3 Austria Top 40)         | 1                 |
| Belgia (Ultratop 50 Flandria)       | 12                |
| Belgia (Ultratop 40 Wallonia)       | 13                |
| Dania (Tracklisten)                 | 15                |
| Finlandia (Suomen virallinen lista) | 8                 |
| Francja (SNEP)                      | 8                 |
| Hiszpania (PROMUSICAE)              | 31                |
| Holandia (Mega Single Top 100)      | 12                |
| Kanada (Canadian Hot 100)           | 13                |
| Niemcy (Media Control Charts)       | 2                 |
| Norwegia (VG-Lista)                 | 3                 |
| Nowa Zelandia (RIANZ)               | 10                |
| Szwajcaria (Schweizer Hitparade)    | 1                 |
| US Billboard Hot 100                | 62                |

| Lista (2011)             | Pozycja |
| ------------------------ | ------- |
| Australian Singles Chart | 56      |
| Austrian Singles Chart   | 28      |
| German Singles Chart     | 23      |
| Swiss Singles Chart      | 47      |

| Państwo   | Status          |
| --------- | --------------- |
| Australia | platynowa płyta |
| Niemcy    | złota płyta     |

## Historia wydania
| Kraj              | Data              | Format           |
| ----------------- | ----------------- | ---------------- |
| Stany Zjednoczone | 4 listopada       | Digital download |
| Stany Zjednoczone | 18 listopada      | radio            |
| Niemcy            | 18 listopada 2011 | Digital download |
| Niemcy            | 26 listopada 2011 | Singel CD        |
| Wielka Brytania   | 18 marca 2012     | Digital download |